# Malul stâng al Rinului

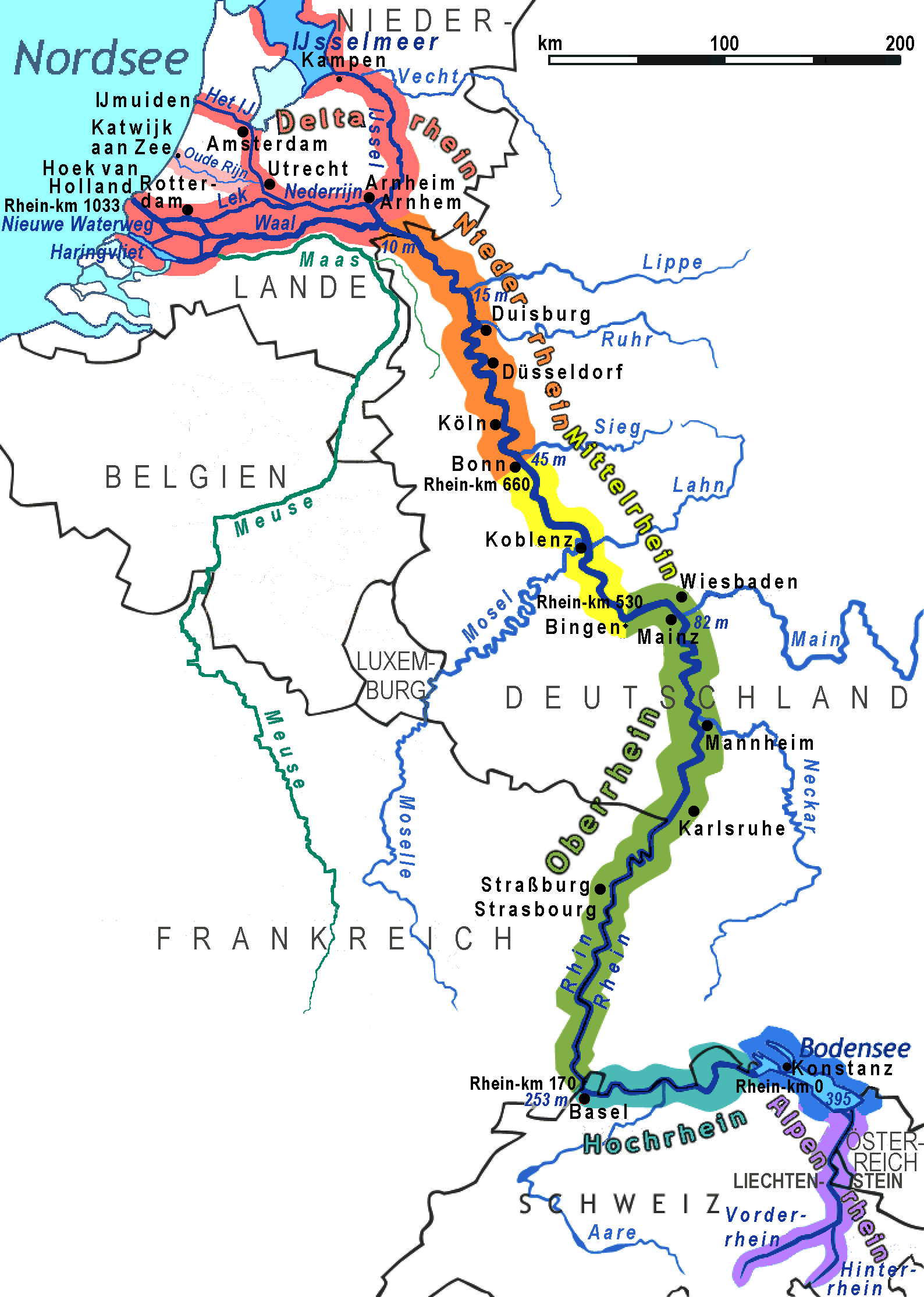
Harta cursului fluviului Rin

Malul stâng al Rinului este numită partea de vest a Germaniei care a fost anexată de Franța în timpul războaielor revoluționare. 

## Administrația
În toamna anului 1794 trupele revoluționare franceze au ocupat malul stâng al Rinului. Această anexare a fost oficial recunoscută în pacea de la Campo Formio (1797) și pacea de la Lunéville (1801). În anul 1798 regiunea a fost reorganizată și administrată după modelul francez care va împărți ținutul în departamente. Directoratul îl însărcinează pe  „François-Joseph Rudler” din Alsacia cu conducerea regiunii, el fiind numit „Comisar general al teritoriilor ocupate dintre Maas, Mosel și Rin”. Aceste ținuturi au fost subîmpărțite în departamentele:
- Département de la Roer, (Rur cu centrul în Aachen)
- Département de la Sarre (Saar cu centrul în Trier)
- Département de Rhin-et-Moselle (Rin - Mosel cu centrul în Koblenz)
- Département du Mont-Tonnerre (Donnersberg cu centrul în Mainz)
- Département Bas-Rhin (cu centrul în Strasbourg)

## Schimbări din punct de vedere politic
Pe lângă o administrație centralizată după modelul francez, au fost aplicate și legile franceze în aceste ținuturi. Printre aceste legi era egalitatea cetățenilor cu formarea unei noi structuri sociale. Justiția va prelua codul de legi „Code civil” numit și „Code Napoléon” (1807–1815). Averile bisericești au fost secularizate (confiscate de stat) prin care se va schimba fundamental raportul averii și proprietăților, schimbare de care profită cetățenii de rând. Mai puțin reușită a fost reformarea învățământului: în loc să fie restructurată universitatea prin reformă, administrația franceză a pus accentul pe formarea și specializarea școlilor profesionale. Nemulțumiri în rândul populației au creat și serviciul militar obligatoriu pentru toți cetățenii.